# Morindopsis
Morindopsis é um género botânico pertencente à família Rubiaceae.
Inclui uma só espécie: Morindopsis capillaris (Kurz) Kurz (1874).
É nativo do nordeste da Índia até a Indochina.